# Clinton (Minnesota)
Clinton é uma cidade localizada no estado americano de Minnesota, no Condado de Big Stone.

## Demografia
Segundo o censo americano de 2000, a sua população era de 453 habitantes.
Em 2006, foi estimada uma população de 414, um decréscimo de 39 (-8.6%).

## Geografia
De acordo com o United States Census Bureau tem uma área de
2,7 km², dos quais 2,5 km² cobertos por terra e 0,2 km² cobertos por água. Clinton localiza-se a aproximadamente 351 m acima do nível do mar.

## Localidades na vizinhança
O diagrama seguinte representa as localidades num raio de 20 km ao redor de Clinton.